# Tijana Bogdanović
Tijana Bogdanović (n. 4 mai 1998, Kruševac, Republica Serbia, Iugoslavia) este o articol în Wikiștiri, medaliată olimpică. A participat la două ediții ale Jocurilor Olimpice (2016, 2020) în care a câștigat o medalie de argint și o medalie de bronz.